# Кирково (Ленинградская область)
Ки́рково — деревня в Любанском городском поселении Тосненского района Ленинградской области.

## История
Впервые упоминается в Писцовой книге Водской пятины 1500 года как деревня Куриково в Ильинском Тигодском погосте Новгородского уезда.
В переписи 1710 года в Ильинском Тигодском погосте записана деревня Кириково, числящаяся за помещиком Мякининым.

КИРКОВО — деревня с 2 усадьбами Кирковского сельского общества, прихода села Любани.

Крестьянских дворов — 30. Строений — 108, в том числе жилых — 37. В 2 усадьбах 14 домов, 5 жилых. 

Число жителей по семейным спискам 1879 г.: 81 м. п., 80 ж. п.; по приходским сведениям 1879 г.: 78 м. п., 72 ж. п.; в усадьбах: 3 м. п., 3 ж. п.; 
 
Жители занимаются пилкою и возкою дров.  (1884 год)

В конце XIX — начале XX века деревня административно относилась к Марьинской волости 1-го стана 1-го земского участка Новгородского уезда Новгородской губернии.

КИРКОВО — деревня Кирковского сельского общества, дворов — 43, жилых домов — 43, число жителей: 146 м. п., 146 ж. п. 

Занятия жителей — земледелие, лесные заработки. Часовня, хлебозапасный магазин. 

КИРКОВО — усадьба собственников земли,  дворов — 1, жилых домов — 4, число жителей: 10 м. п., 8 ж. п. 

Занятия жителей — земледелие. Завод древесной шерсти. Смежна с дер. Кирково.
 
КИРКОВО — усадьба собственников земли,  дворов — 1, жилых домов — 2, число жителей: 2 м. п., 2 ж. п. 

Занятия жителей — земледелие. Смежна с дер. Кирково. (1907 год)

Согласно военно-топографической карте Петроградской и Новгородской губерний издания 1917 года деревня называлась Киркова и состояла из 19 крестьянских дворов. Рядом с деревней находился Господский двор Костливцева.
С 1917 по 1927 год деревня Кирково входила в состав Любанской волости Новгородского уезда Новгородской губернии.
С 1927 года в составе Хоченского сельсовета Любанского района Ленинградской области.
В 1928 году население деревни Кирково составляло 287 человек.
С 1930 года в составе Тосненского района.
По данным 1933 года Карково входила в состав Хоченского сельсовета Тосненского района.

План деревни Кирково. 1937 год

Согласно топографической карте 1937 года деревня насчитывала 62 двора.
Деревня была освобождена от немецко-фашистских оккупантов 28 января 1944 года.
В 1958 году население деревни Кирково составляло 160 человек.
По данным 1966 и 1973 годов деревня Кирково входила в состав Любанского сельсовета.
По данным 1990 года деревня Кирково находилась в составе Сельцовского сельсовета.
В 1997 году в деревне Кирково Сельцовской волости проживали 22 человека, в 2002 году — 33 человека (русские — 82 %).
В 2007 году в деревне Кирково Любанского ГП — 13.

## География
Деревня расположена в центральной части района на автодороге 41К-873 (Сельцо — Кирково), к западу от центра поселения — города Любань.
Расстояние до административного центра поселения — 5 км.
Расстояние до ближайшей железнодорожной станции Любань — 5 км.
Деревня находится на реке Болотница.

## Демография
| 1879 | 1909 | 1997 | 2007 | 2010 | 2017 |
| ---- | ---- | ---- | ---- | ---- | ---- |
| 167  | ↗314 | ↘22  | ↘13  | ↗49  | →49  |

## Достопримечательности
Уличные скульптуры и памятник советским солдатам, выполненные из дерева.

## Улицы
Вишнёвая, Заречная, Лесная, Речная, Центральная, Яблоневая.